# ワンダフル・クリスマスタイム
- ワンダフル・クリスマスタイム
- ワンダフル・Xマスタイム

「ワンダフル・クリスマスタイム」（Wonderful Christmastime）は、ポール・マッカートニーの楽曲である。1979年11月にクリスマス・シングルとして発売され、B面には「赤鼻のトナカイ (レゲエ・バージョン)」（Rudolph The Red-Nosed Reggae）が収録された。アルバム『マッカートニーII』のセッション中にレコーディングされた楽曲で、マッカートニーが1人ですべての楽器を演奏している。全英シングルチャートで最高位6位、アメリカのBillboard Hot 100で最高位28位を獲得したほか、各国のシングルチャートにチャートインした。
1993年にCD形態で再発売されたウイングスのアルバム『バック・トゥ・ジ・エッグ』にボーナス・トラックとして収録され、2011年に発売された『マッカートニーII (スーパー・デラックス・エディション)』にエディット・ヴァージョンが収録された。また、カイリー・ミノーグ、ダイアナ・ロス、福原みほらによってカバーされている。

## レコーディング
「ワンダフル・クリスマスタイム」のレコーディングは、アルバム『マッカートニーII』のセッション中に行なわれた。1979年6月から7月にかけて、サセックスの自宅スタジオでベースとなるバッキング・トラックが録音された後、スコットランドにあるスタジオ「スピリット・オブ・ラナチャン」でボーカルが加えられた。本作では、ギター、シンセサイザー、タンバリン、スレイベル、メロトロンなどが使用されており、これらすべての楽器をマッカートニーが1人で演奏している。
その後、1979年に行なわれたウイングスのイギリスツアーで演奏された。なお、本作のミュージック・ビデオには、ヒッポドローム・シアターでのイギリスツアーに向けたリハーサルの様子が含まれている。

## リリース・評価
「ワンダフル・クリスマスタイム」は、イギリスで1979年11月16日にパーロフォンから、アメリカでコロムビア・レコードからシングル盤として発売され、B面には「赤鼻のトナカイ (レゲエ・バージョン)」（Rudolph The Red-Nosed Reggae）が収録された。ジャケットにはサンタクロースの衣装を着たマッカートニーのイラストが使用されているが、これはビング・クロスビーのアルバム『Merry Christmas』を参考にしたもの。シングル盤は、全英シングルチャートで最高位6位を獲得した。アメリカでは、発売当初Billboard Hot 100に入ることはなかったが、1984年12月の『ビルボード』誌のチャートに初登場し、同誌のクリスマス・シングル・チャートで2週連続で10位を獲得した後、1996年1月のアダルト・コンテンポラリー・チャートで最高位29位を獲得した。2018年12月にBillboard Hot 100で第47位に入り、2020年1月2日付のチャートで最高位28位を獲得した。2010年時点で、マッカートニーは本作（カバー・バージョンを含む）で、年間で40万ドル、累計で1500万ドル以上の収益を上げていると推定されている。
「ワンダフル・クリスマスタイム」は、毎年多数のエアプレイを受けているが、音楽評論家や作家の間で賛否が分かれている。『ローリング・ストーン』誌のライターは、「広告のジングルとしてかろうじて通じるホリデーソング」と評している。作家のテッド・モントゴメリーは、「長い歴史の中でポップ・スターやロック・スターは、伝統的なものからオリジナルまでクリスマスソングを録音してきたが、ポール・マッカートニーの『ワンダフル・クリスマスタイム』よりもひどいものはない」とし、「楽器演奏は素人くさいし、歌詞は恥ずかしいもので、一聴してこの曲とクリスマスにタイトル以外でどんな関係があるのか、と思ってしまう」と評している。ビートルズの伝記作家であるロバート・ロドリゲスは、本作について「好きだろうと嫌いだろうと、マッカートニーの作品の中でこれほど強い反響があった曲はほとんどない」と述べている。
2021年に『ビルボード』誌が発表した「The 100 Best Christmas Songs of All Time」では第28位に挙げられ、J・リンチは「甘美で純真なホリデーソングであり、原生的でエコーのかかったシンセサイザーが『クリスマスタイム』を奇妙でセンチメンタルなものにし、完璧な対極をなしている」と述べている。

## クレジット
※出典（特記を除く）
- ポール・マッカートニー - ベース、ギター、鍵盤楽器[注釈 2]、ドラム、パーカッション[注釈 3]、ボーカル

## チャート成績（ポール・マッカートニー版）
| チャート (1979年-2021年)              | 最高位 |
| ------------------------------------- | ------ |
| オーストリア (Ö3 Austria Top 40)      | 10     |
| ベルギー (Ultratop 50 Flanders)       | 28     |
| カナダ (Canadian Hot 100)             | 18     |
| チェコ (Singles Digitál Top 100)      | 43     |
| デンマーク (Tracklisten)              | 30     |
| ヨーロッパ (European Hot 100 Singles) | 67     |
| ドイツ (GfK Entertainment charts)     | 8      |
| Global 200 (Billboard)                | 18     |
| ハンガリー (Stream Top 40)            | 8      |
| イタリア (FIMI)                       | 68     |
| ラトビア (LAIPA)                      | 10     |
| リトアニア (AGATA)                    | 67     |
| オランダ (Nationale Airplay Top 50)   | 5      |
| オランダ (Single Top 100)             | 10     |
| ノルウェー (VG-lista)                 | 7      |
| ポルトガル (AFP)                      | 34     |
| スロバキア (Singles Digitál Top 100)  | 32     |
| スウェーデン (Sverigetopplistan)      | 13     |
| スイス (Schweizer Hitparade)          | 19     |
| UK シングルス (OCC)                   | 6      |
| US Billboard Hot 100                  | 28     |
| US Adult Contemporary (Billboard)     | 29     |
| US Adult Top 40 (Billboard)           | 15     |
| US Holiday 100 (Billboard)            | 15     |
| US Rolling Stone Top 100              | 21     |

## 認定（ポール・マッカートニー版）
| 国/地域                          | 認定     | 認定/売上数 |
| -------------------------------- | -------- | ----------- |
| デンマーク (IFPI Danmark)        | Gold     | 45,000      |
| イギリス (BPI)                   | Platinum | 600,000     |
| 認定のみに基づく売上数と再生回数 |          |             |

## カバー・バージョン

### カイリー・ミノーグによるカバー
カイリー・ミノーグは、ミーカと共に2016年に発売されたアルバム『カイリー・クリスマス』の再発盤『Kylie Christmas: Snow Queen Edition』で、「ワンダフル・クリスマスタイム」をカバー。同年12月9日に同作からの第2弾シングルとしてリカットされた。
2016年12月6日にイタリアで放送された『Stasera Casa Mika』で、ミノーグとミーカによって本作が演奏された。

#### チャート成績（カイリー・ミノーグ版）
| チャート (2016年)            | 最高位 |
| ---------------------------- | ------ |
| ベルギー (Ultratip Flanders) | 23     |

#### 発売日一覧
| 国/地域  | 発売日        | 規格                   | レーベル                         | 注     |
| -------- | ------------- | ---------------------- | -------------------------------- | ------ |
| イタリア | 2016年12月9日 | Contemporary hit radio | ワーナー・ミュージック・グループ | [ 43 ] |

### その他のアーティストによるカバー
- ダイアナ・ロス - 1994年に発売された『A Very Special Season』に収録[45]。
- ストレイト・ノー・チェイサー（英語版） - 2013年に発売されたEP『Under the Influence: Holiday Edition』に収録。このカバー・バージョンには、マッカートニーも参加している[46]。
- ブロッサムズ - 2017年に本作をカバーしたクリスマス特別映像を公式Twitterで公開[47]。
- ハリー・スタイルズ - 2019年12月18日に出演したBBC Radio 1『Live Lounge』で歌唱[48]。
- 福原みほ - 2021年に自身が書き下ろした楽曲「Mother」とともに配信限定シングルとして発売[49]。